# Брусов, Евгений Иванович
Евге́ний Ива́нович Бру́сов (1922 — неизвестно) — советский футболист, защитник.

## Карьера
В 1946 году выступал за челябинский клуб «Дзержинец» во второй группе, проведя 18 игр.
С 1947 по 1953 год Брусов играл за харьковский «Локомотив». Первые два года клуб выступал во второй группе, затем, в 1949, «Локомотив» получил право играть в первой группе. Всего в чемпионате СССР Брусов провёл 25 матчей.